# 合肥百货
合肥百货大楼集团股份有限公司 （深交所：000417）是中国深圳证券交易所的一家上市公司，同时也是合肥市人民政府国有资产监督管理委员会监管的合肥市属国有企业，公司主营业务范围为零售业。合肥百货是安徽省唯一的商业上市公司。
1959年8月25日，合肥市百货大楼成立。1993年10月，合肥市百货大楼实业总公司、合肥美菱股份有限公司、合肥华侨友谊供应公司共同组建为定向募集股份有限公司，改制为股份有限公司。1996年，发行股票1800万股。1996年8月，合肥百货在深圳证券交易所上市。
2016年，该公司实现主营业务收入97.36亿元，公司净利润为2.83亿元。